# Atlas (naslagwerk)

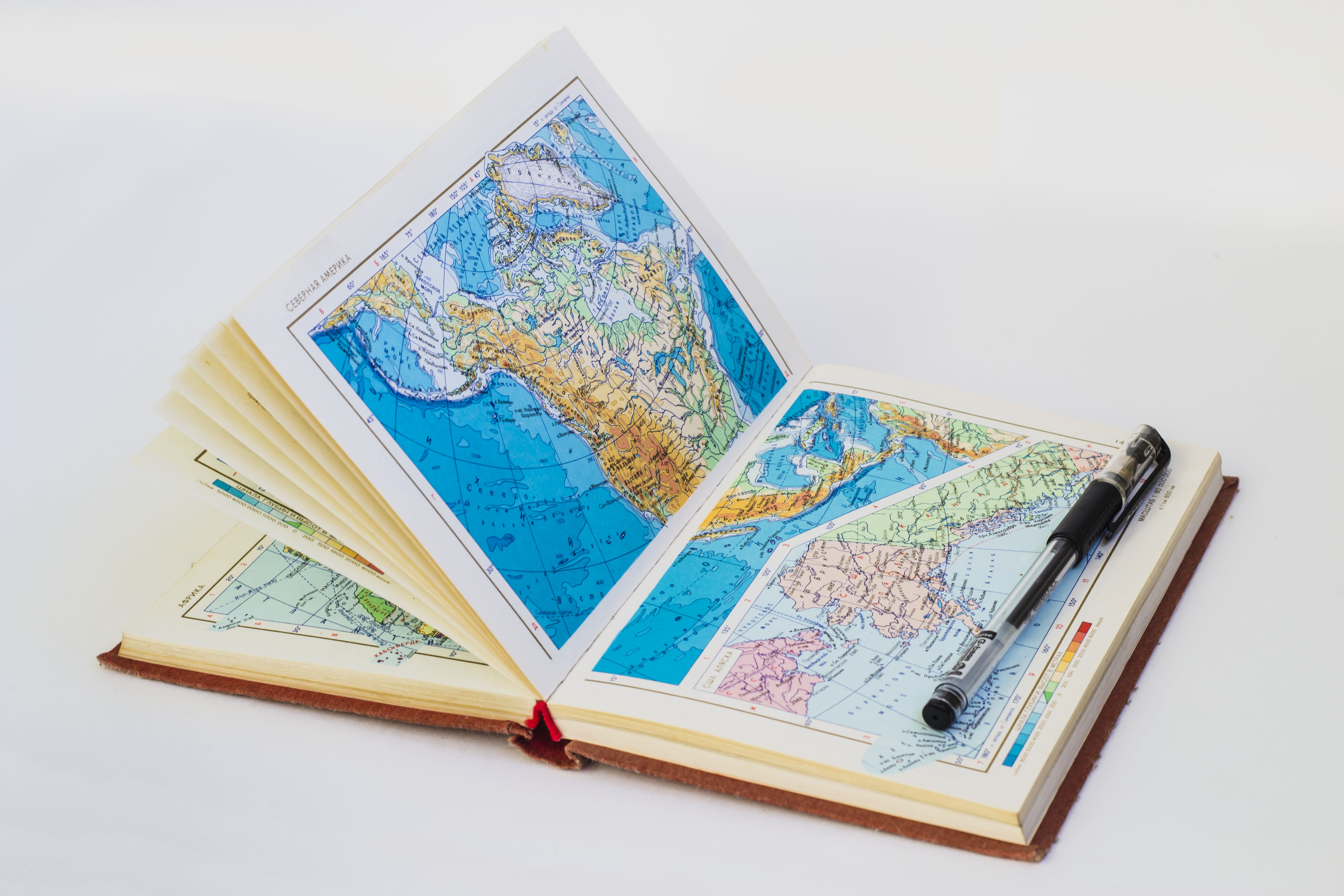
Een geografische atlas

Een atlas is een verzameling van kaarten.
Het kan gaan om in wezen één kaart, die om fysieke redenen is opgesplitst in bladen, die gebonden zijn tot een fysiek boek. De digitale vorm is dan te beschouwen als één kaart, waarbij men niet spreekt van een atlas.
Het kunnen recente kaarten zijn, maar ook historische of thematische kaarten. In 1570 werd in Antwerpen de eerste moderne atlas uitgegeven bij Gillis Coppens van Diest. 
Op Nederlandse scholen is voor de Bosatlas bekend.

## Oorsprong van de naam
De eerste die het woord 'Atlas' gebruikte als aanduiding voor een verzameling kaarten in boekvorm was de Vlaming Gerardus Mercator (1595). Zoals Mercator uitlegde in het voorwoord, was zijn Atlas Sive Cosmographicae Meditationes de Fabrica Mundi et Fabricati Figura genoemd naar de legendarische geleerde en administrator van het koninkrijk Etrurië, Atlas. Vanaf 1636 werd diens afbeelding op het voorblad echter vervangen door zijn bekendere naamgenoot, de titaan Atlas, die het hemelgewelf op zijn schouders draagt. 

## IATO
IATO is de afkorting van: Italian, Assembled to Order. Vanaf het midden van de zestiende eeuw ontstonden de zogenaamde IATO-atlassen: vooral in Venetië en Rome begonnen kaarthandelaren een aantal losse kaarten in een band te verzamelen. Hierbij stond de wens van de koper centraal. Bekend is de term 'Lafreri-atlas', genoemd naar Antonio Lafreri (1544-1577) die in Rome zulke atlassen uitgaf.

## Andere vormen
Een atlas met afbeeldingen is bijvoorbeeld een vogelatlas. Ook de Nieuwe Atlas Nederlandse Bladmossen en de Atlas Nederlandse Levermossen van J. Landwehr zijn hier een voorbeeld van. Floristische atlassen geven de verspreiding van plantensoorten in een bepaalde regio weer.